# Paravaejovis hoffmanni
Espèce
Synonymes
- Vaejovis hoffmanni Williams, 1970
- Hoffmannius hoffmanni (Williams, 1970)
- Vaejovis hoffmanni fuscus Williams, 1970
- Hoffmannius hoffmanni fuscus (Williams, 1970)

Paravaejovis hoffmanni est une espèce de scorpions de la famille des Vaejovidae.

## Distribution
Cette espèce est endémique du Mexique. Elle se rencontre en Basse-Californie et en Basse-Californie du Sud.

## Description
Le mâle holotype mesure 33,5 mm et la femelle paratype 36,5 mm.

## Systématique et taxinomie
Cette espèce a été décrite sous le protonyme Vaejovis hoffmanni par Williams en 1970. Elle est placée dans le genre Hoffmannius par Soleglad et Fet en 2008 puis dans le genre Paravaejovis par González Santillán et Prendini en 2013 qui dans le même temps placent  Vaejovis hoffmanni fuscus en synonymie.

## Étymologie
Cette espèce est nommée en l'honneur de Carlos Christian Hoffmann.

## Publication originale
- Williams, 1970 : « Scorpion fauna of Baja California, Mexico: Eleven new species of Vejovis (Scorpionida: Vejovidae). » Proceedings of the California Academy of Sciences, sér. 4, vol. 37, p. 275-331 (texte intégral).